# Lamač
Lamač (Hongaars:Lamacs) is een stadsdeel van Bratislava en maakt deel uit van het district Bratislava IV.
Lamač telt 7200 inwoners. Het vormt het kleinste stadsdeel van Bratislava en vormde tot de annexatie in 1946 een zelfstandige gemeente.
Districten: Bratislava I · Bratislava II · Bratislava III · Bratislava IV · Bratislava V

Stadsdelen: Čunovo · Devín · Devínska Nová Ves · Dúbravka · Jarovce · Karlova Ves · Lamač · Nové Mesto · Petržalka · Podunajské Biskupice · Rača · Rusovce · Ružinov · Staré Mesto · Vajnory · Vrakuňa · Záhorská Bystrica